# 530
El 530 (DXXX) fou un any comú començat en dimarts del calendari julià.

## Esdeveniments
- Belisari derrota els perses
- Expulsió dels visigots de territori francès
- Recopilació del Digesta

## Necrològiques
- Hilderic (rei dels vàndals)